# (1723) Klemola
(1723) Klemola és un asteroide que pertany al cinturó d'asteroides descobert el 18 de març de 1936 per Yrjö Väisälä des de l'Observatori d'Iso-Heikkilä, Finlàndia.
Inicialment va ser designat com 1936 FX. Més tard es va nomenar en honor de l'escriptor finès Irja Klemola (1898-1995).
Klemola orbita a una distància mitjana del Sol de 3,013 ua, i pot acostar-s'hi fins a 2,883 ua. Té una inclinació orbital de 10,94° i una excentricitat de 0,04298. Empra 1910 dies a completar una òrbita al voltant del Sol.